# Cratere Brenner
Brenner è un cratere lunare di 90,01 km situato nella parte sud-orientale della faccia visibile della Luna.
Il cratere è dedicato all'astronomo austriaco Spiridon Gopčević, noto anche con lo pseudonimo Leo Brenner.

## Crateri correlati
Alcuni crateri minori situati in prossimità di Brenner sono convenzionalmente identificati, sulle mappe lunari, attraverso una lettera associata al nome.
| Brenner | Coordinate            | Diametro (in km) |
| ------- | --------------------- | ---------------- |
| A       | 40°24′S 39°57′E       | 31,69            |
| B       | 37°27′S 41°54′E       | 8,5              |
| C       | 36°33′36″S 41°59′24″E | 8,01             |
| D       | 36°17′24″S 38°39′00″E | 7,59             |
| E       | 38°58′12″S 40°30′36″E | 14,26            |
| F       | 40°43′12″S 37°01′48″E | 13,72            |
| H       | 37°00′36″S 38°40′12″E | 7,39             |
| J       | 37°42′36″S 36°33′00″E | 7,74             |
| K       | 38°00′36″S 37°07′12″E | 6,76             |
| L       | 38°09′36″S 36°36′36″E | 5,46             |
| M       | 38°45′36″S 36°43′12″E | 6,54             |
| N       | 38°58′12″S 36°34′48″E | 5,12             |
| P       | 38°48′36″S 35°12′36″E | 6,31             |
| Q       | 39°15′36″S 35°50′24″E | 7,19             |
| R       | 40°47′24″S 38°16′12″E | 10,8             |
| S       | 38°26′24″S 36°11′24″E | 5,77             |